# La isla mínima
La isla mínima è un film spagnolo del 2014 diretto da Alberto Rodríguez Librero.

## Trama
Nel 1980, mentre è ancora in atto la transizione dal franchismo a una democrazia compiuta, due ragazze scompaiono in un piccolo villaggio andaluso delle paludi del Guadalquivir. Per cercare di risolvere il caso, vengono inviati da Madrid due ispettori della omicidi. Diversi per metodo e stile e animati da una diversa sensibilità, si troveranno ad affrontare ostacoli e situazioni a cui non sono preparati. Le indagini riveleranno una complessa rete di silenzi e insabbiamenti.

## Distribuzione
Nelle sale cinematografiche italiane, il film è stato distribuito il 3 dicembre 2015 da Movies Inspired.

## Riconoscimenti
- 2015 – Premio Goya
  - Miglior film
  - Miglior regista ad Alberto Rodríguez Librero
  - Miglior attore protagonista a Javier Gutiérrez Álvarez
  - Miglior attrice rivelazione a Nerea Barros
  - Miglior sceneggiatura originale a Rafael Cobos e Alberto Rodríguez
  - Miglior fotografia a Álex Catalán
  - Miglior montaggio a José M. G. Moyano
  - Miglior colonna sonora a Julio de la Rosa
  - Miglior scenografia a Pepe Domínguez
  - Migliori costumi a Fernando García
  - Candidatura per il miglior attore non protagonista ad Antonio de la Torre
  - Candidatura per la miglior attrice non protagonista a Mercedes León
  - Candidatura per la miglior produzione a Manuela Ocón
  - Candidatura per il miglior trucco e/o acconciatura a Yolanda Piña
  - Candidatura per il miglior sonoro a Daniel de Zayas, Nacho Royo-Villanova e Pelayo Gutiérrez
  - Candidatura per i migliori effetti speciali a Pedro Moreno e Juan Ventura